# ویلهلم کووایده
ویلهلم کووایده (انگلیسی: Wilhelm Kuhweide؛ زادهٔ ۶ ژانویه ۱۹۴۳) قایقران قایق بادبانی اهل آلمان بود.